# 三重県道611号大泉多度線
三重県道611号大泉多度線（みえけんどう611ごう おおいずみたどせん）は、三重県いなべ市から桑名市に至る一般県道である。

## 概要
いなべ市員弁町大泉から桑名市多度町猪飼に至る。
いなべ市・員弁郡東員町・桑名市の境界線付近を通る県道である。

### 路線データ
- 起点：いなべ市員弁町大泉（大泉橋南詰交差点、国道365号・三重県道3号桑名大安線交点）
- 終点：桑名市多度町猪飼（字寺山373の2番地先[2]：三重県道148号御衣野北猪飼線交点）
- 総延長：7,299 m

## 歴史
- 1959年（昭和34年）1月25日 - 路線認定[1]。
- 1964年（昭和39年）3月31日、車両制限令に基づき「自動車の交通量がきわめて少ない道路」に以下の区間、4,929 mが指定された[3]。

員弁郡東員村大沢（町村界） - 桑名郡多度町大字猪飼（四日市多度線交点）
- 2024年（令和6年）12月13日 - 三重県告示第843号により、起点位置を大泉橋南詰交差点に変更。変更日は12月25日[4]。

## 路線状況
国道421号岡丁田交差点で接続されている旧道に分断区間が存在し、当該区間は未供用道（幅員1.5 m）となっている。

### 重複区間
- 国道421号（いなべ市員弁町岡丁田・岡丁田交差点 - いなべ市員弁町松之木）

旧道
- 三重県道612号多度東員線（員弁郡東員町大字鳥取・鳥取（沢）交差点 - 員弁郡東員町大字鳥取）

### 道路施設

#### 橋梁
- 大泉橋（員弁川、いなべ市）
- 風呂屋橋（いなべ市）
- 茶屋小橋（戸上川、いなべ市）
- 松岡橋（戸上川、いなべ市、国道421号重複区間内）

### 交通量
平日12時間交通量
| 地点             | 交通量  |
| ---------------- | ------- |
| 桑名市多度町猪飼 | 3,151台 |

## 地理

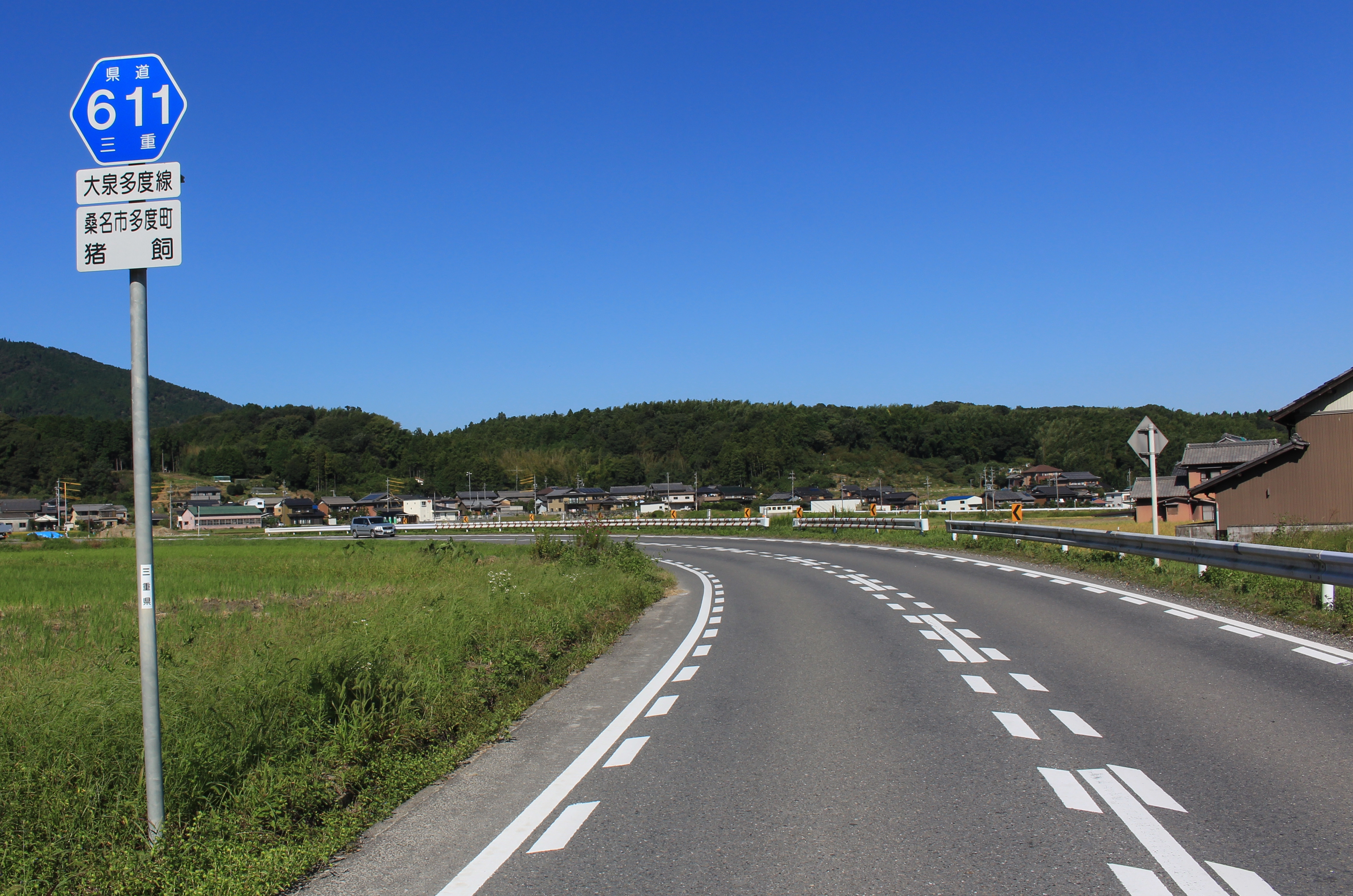
桑名市多度町猪飼の終点付近

### 通過する自治体
- 三重県
  - いなべ市 - 員弁郡東員町 - 桑名市

### 交差する道路
| 交差する道路                                   | 市町村名 | 市町村名 | 交差する場所       | 交差する場所                |
| ---------------------------------------------- | -------- | -------- | ------------------ | --------------------------- |
| 国道365号 三重県道3号桑名大安線                | いなべ市 | いなべ市 | 員弁町大泉         | 大泉橋南詰交差点 / 起点     |
| 国道421号 重複区間起点                         | いなべ市 | いなべ市 | 員弁町岡丁田       | 岡丁田交差点                |
| 国道421号 重複区間終点                         | いなべ市 | いなべ市 | 員弁町松之木       |                             |
| 三重県道612号多度東員線                        | 桑名市   | 桑名市   | 多度町古野（この） |                             |
| 三重県道148号御衣野北猪飼線                    | 桑名市   | 桑名市   | 多度町猪飼         | 終点                        |
| 旧道                                           |          |          |                    |                             |
| 国道421号 三重県道612号多度東員線 重複区間起点 | 員弁郡   | 東員町   | 大字鳥取           | 鳥取（沢）交差点 / 旧道起点 |
| 三重県道612号多度東員線 重複区間起点           | 員弁郡   | 東員町   | 大字鳥取           | 旧道終点                    |

### 交差する鉄道
- 三岐鉄道北勢線

### 沿線
名古屋市に近いため、ゴルフ場が多い。
- 員弁川
- 西善寺
- いなべ市立員弁東小学校（いなべ市員弁図書館併設）
- 三岐鉄道北勢線 大泉駅
- 涼仙ゴルフ倶楽部
- 桑名国際ゴルフ倶楽部
- 多度カントリークラブ・名古屋